# Tennis Channel Open
Tennis Channel Open (спонсорское название с 2005 года; также известен как Открытый чемпионат Скоттсдейла, англ. Scottsdale Open, и чемпионат Аризоны по теннису среди мужчин, англ. Arizona Men's Tennis Championships) — международный профессиональный мужской теннисный турнир, проводившийся на хардовых кортах с 1986 по 2008 год. До 2005 года включительно проходил в Скоттсдейле (Аризона), в последние три года — в Лас-Вегасе. В последние годы проведения относился к базовой категории турниров АТР-тура, в 2008 году призовой фонд составлял 411 тысяч долларов при турнирной сетке, рассчитанной на 32 участника в одиночном разряде и 16 пар.

## История турнира
Впервые турнир прошёл в Скоттсдейле, штат Аризона, в 1986 году как часть профессионального тура World Tennis Championships (WCT). Три года он проводился в конце сезона, примерно за месяц до его окончания, а затем был перенесён на март.
В течение первых двух лет проведения АТР-тура, пришедшего на смену турам Гран-при и WCT, турнир был отменён, но затем возобновлён и причислен к базовой категории турниров АТР-тура, ATP World Series. В 1992, 1993 и 1999 годах он признавался игроками лучшим в своей категории. Турнир сменил несколько спонсоров («John Nuveen & co.» в 1994 году, «Franklin Templeton» в 1996—1997 и 2001—2004 годах), но большую часть времени был известен как чемпионат Аризоны. В этом качестве он проводился до 2005 года, когда его приобрела телесеть Tennis Channel, заключившая с Лас-Вегасом контракт на его совместное проведение. В Лас-Вегасе турнир проходил три года, но был убыточным, и весной 2008 года Tennis Channel продал права на турнир Ассоциации теннисистов-профессионалов.

## Победители и финалисты
Четыре теннисиста выигрывали турнир по четыре раза: Андре Агасси добился этого в одиночном разряде, а Боб и Майк Брайаны, а также Рик Лич (с тремя разными партнёрами) — в парном. Лич и австралиец Ллейтон Хьюитт являются рекордсменами турнира по числу сыгранных финалов: Лич провёл все шесть своих финалов в парном разряде, а Хьюитт пять раз играл в финале в одиночном разряде и один раз в паре с Марком Филиппуссисом.

### Одиночный разряд
| Год                 | Победитель          | Финалист            | Счёт в финале         |
| Лас-Вегас           | Лас-Вегас           | Лас-Вегас           | Лас-Вегас             |
| ------------------- | ------------------- | ------------------- | --------------------- |
| 2008                | Сэм Куэрри          | Кевин Андерсон      | 4-6, 6-3, 6-4         |
| 2007                | Ллейтон Хьюитт (3)  | Юрген Мельцер       | 6-4, 7-6(10)          |
| 2006                | Джеймс Блейк        | Ллейтон Хьюитт      | 7-5, 2-6, 6-3         |
| Скоттсдейл, Аризона |                     |                     |                       |
| 2005                | Уэйн Артурс         | Марио Анчич         | 7-5, 6-3              |
| 2004                | Винсент Спейди      | Николас Кифер       | 7-5, 6-7(5), 6-3      |
| 2003                | Ллейтон Хьюитт (2)  | Марк Филиппуссис    | 6-4, 6-4              |
| 2002                | Андре Агасси (4)    | Хуан Балсельс       | 6-2, 7-6(2)           |
| 2001                | Франсиско Клавет    | Магнус Норман       | 6-4, 6-2              |
| 2000                | Ллейтон Хьюитт      | Тим Хенмен          | 6-4, 7-6(2)           |
| 1999                | Ян-Майкл Гэмбилл    | Ллейтон Хьюитт      | 7-6(2), 4-6, 6-4      |
| 1998                | Андре Агасси (3)    | Джейсон Столтенберг | 6-4, 7-6(3)           |
| 1997                | Марк Филиппуссис    | Ричи Ренеберг       | 6-4, 7-6(4)           |
| 1996                | Уэйн Феррейра       | Марсело Риос        | 2-6, 6-3, 6-3         |
| 1995                | Джим Курье          | Марк Филиппуссис    | 7-6(2), 6-4           |
| 1994                | Андре Агасси (2)    | Луис Маттар         | 6-4, 6-3              |
| 1993                | Андре Агасси        | Маркос Ондруска     | 6-2, 3-6, 6-3         |
| 1992                | Стефано Пескосолидо | Брэд Гилберт        | 6-0, 1-6, 6-4         |
| 1990- 1991          | Не проводился       | Не проводился       | Не проводился         |
| 1989                | Иван Лендл          | Стефан Эдберг       | 6-2, 6-3              |
| 1988                | Микаэль Пернфорс    | Гленн Лейендекер    | 6-2, 6-4              |
| 1987                | Брэд Гилберт        | Элиот Телчер        | 6-2, 6-2              |
| 1986                | Джон Макинрой       | Кевин Каррен        | 6-3, 3-6, 6-2(5), 6-3 |

### Парный разряд
| Год        | Победители                        | Финалисты                          | Счёт в финале           |
| ---------- | --------------------------------- | ---------------------------------- | ----------------------- |
| 2008       | Жюльен Беннето Микаэль Льодра     | Боб Брайан Майк Брайан             | 6-4, 4-6, [10-8]        |
| 2007       | Боб Брайан (4) Майк Брайан (4)    | Энди Рам Йонатан Эрлих             | 7-6(6), 6-2             |
| 2006       | Боб Брайан (3) Майк Брайан (3)    | Ярослав Левинский Роберт Линдстедт | 6-3, 6-2                |
| 2005       | Боб Брайан (2) Майк Брайан (2)    | Уэйн Артурс Пол Хенли              | 7-5, 6-4                |
| 2004       | Рик Лич (4) Брайан Макфи          | Джефф Кутзе Крис Хаггард           | 6-3, 6-1                |
| 2003       | Джеймс Блейк Марк Мерклейн        | Марк Филиппуссис Ллейтон Хьюитт    | 6-4, 6-7(2), 7-6(5)     |
| 2002       | Боб Брайан Майк Брайан            | Дэниел Нестор Марк Ноулз           | 7-5, 7-6(6)             |
| 2001       | Дональд Джонсон Джаред Палмер (2) | Марсело Риос Шенг Схалкен          | 7-6(3), 6-2             |
| 2000       | Джаред Палмер Ричи Ренеберг (2)   | Патрик Гэлбрайт Дэвид Макферсон    | 6-3, 7-5                |
| 1999       | Джастин Гимелстоб Ричи Ренеберг   | Марк Ноулз Сэндон Столл            | 6-4, 6-7(4), 6-3        |
| 1998       | Цирил Сук Майкл Теббатт           | Кент Киннэр Дэвид Уитон            | 4-6, 6-1, 7-6           |
| 1997       | Луис Лобо Хавьер Санчес           | Йонас Бьоркман Рик Лич             | 6-3, 6-3                |
| 1996       | Патрик Гэлбрайт Рик Лич (3)       | Ричи Ренеберг Бретт Стивен         | 5-7, 7-5, 7-5           |
| 1995       | Тревор Кронеман Дэвид Макферсон   | Луис Лобо Хавьер Санчес            | 4-6, 6-3, 6-4           |
| 1994       | Ян Апелль Кен Флэк                | Алекс О'Брайен Сэндон Столл        | 6-0, 6-4                |
| 1993       | Марк Кил (2) Дейв Рэндолл (2)     | Люк Дженсен Сэндон Столл           | 7-5, 6-4                |
| 1992       | Марк Кил Дейв Рэндолл             | Кент Киннэр Свен Салумаа           | 4-6, 6-1, 6-2           |
| 1990- 1991 | Не проводился                     | Не проводился                      | Не проводился           |
| 1989       | Рик Лич (2) Джим Пью (2)          | Пол Аннакон Кристо ван Ренсбург    | 6-7, 6-3, 6-2, 2-6, 6-4 |
| 1988       | Скотт Дэвис Тим Уилкисон          | Рик Лич Джим Пью                   | 6-4, 7-6                |
| 1987       | Рик Лич Джим Пью                  | Дэн Голди Мел Пёрселл              | 6-3, 6-2                |
| 1986       | Майк Лич Леонардо Лаваль          | Скотт Дэвис Дэвид Пейт             | 7-6, 6-4                |